# Scolopendra calcarata
Scolopendra calcarata är en mångfotingart som beskrevs av Carl Oscar von Porat 1876. Scolopendra calcarata ingår i släktet Scolopendra och familjen Scolopendridae. Inga underarter finns listade i Catalogue of Life.